# 神戸長田出入口

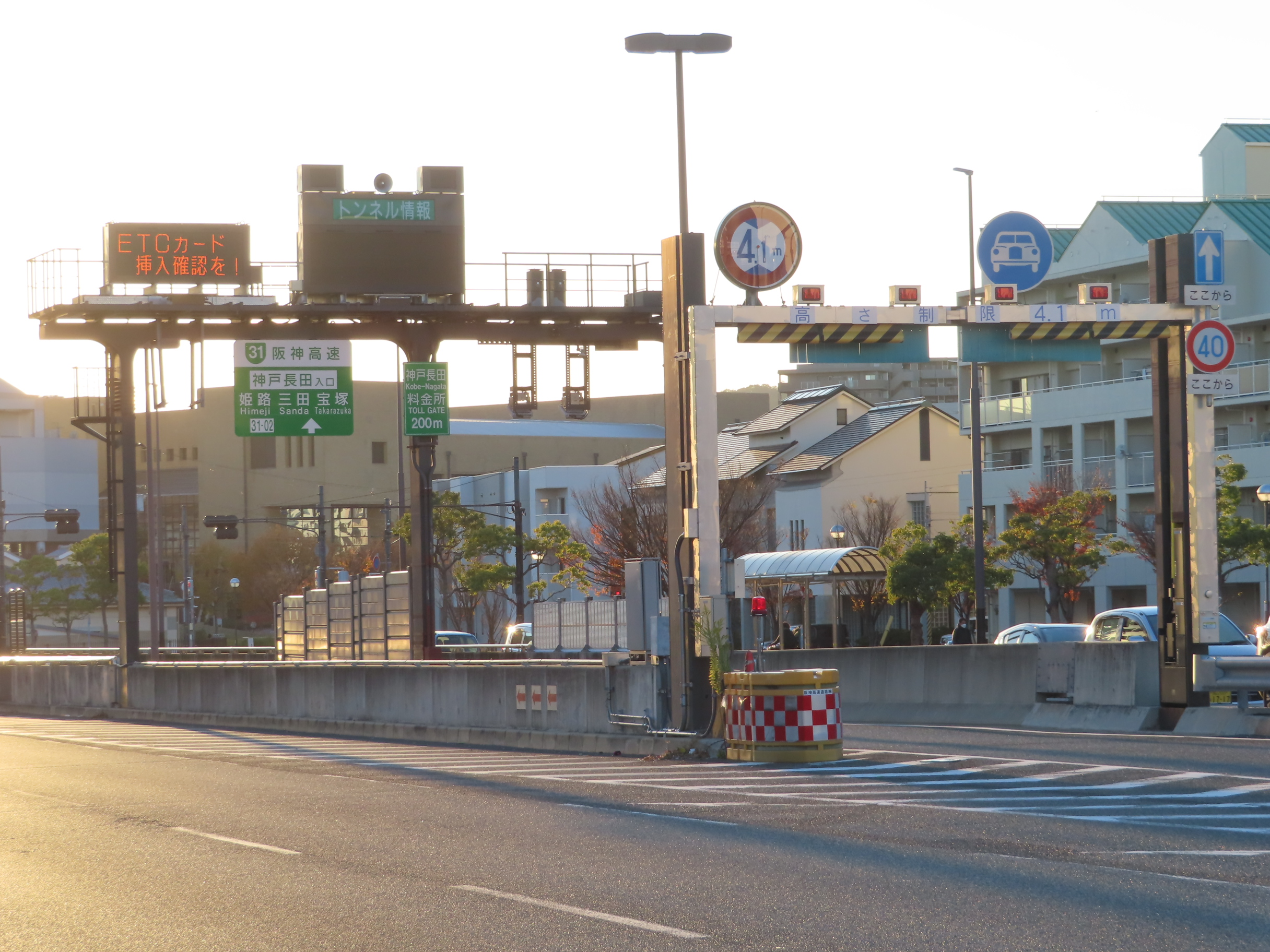
入口（2023年12月）

神戸長田出入口（こうべながたでいりぐち）は、兵庫県神戸市長田区の阪神高速道路31号神戸山手線の出入口。7号北神戸線方面のみのハーフIC。神戸長田トンネル（地下）の途中に設置されている。
13号東大阪線の長田出入口と区別するため、「神戸」を名称に冠している。

## 道路
- 阪神高速31号神戸山手線 (31-02番)

## 料金所

### 神戸長田料金所
- ブース数 : 2
  - ETC専用 : 1
  - ETC/一般 : 1

## 案内板
- 標識によっては、「神戸 長田」といったように、間にスペースを入れて表記されている。
- 出口は右側（追越車線側）に分岐しており、さらに分岐後、急カーブがあることから、それらに関して注意を促すための標識が設置されている。

## 接続する道路
- 兵庫県道21号神戸明石線（旧神明）
- 国道28号

## 歴史
- 2003年8月26日 : 当出入口 - 白川JCT間開通に伴い供用開始
- 2011年8月22日 : 神戸明石線の復旧工事に伴い、出入口の長期閉鎖を開始[1]
- 2012年10月15日 : 入口の閉鎖を解除
- 2013年2月15日 : 出口の閉鎖を解除

## 周辺
- 高速長田駅（阪神電鉄神戸高速線）
- 長田駅（地下鉄西神・山手線）
- 長田区役所
- 兵庫県警長田警察署
- 西代蓮池公園
- 兵庫県立文化体育館
- 新湊川
- 神戸常盤大学短期大学部
- 神戸常盤女子高等学校
- 神戸村野工業高等学校

## 注意点
本出入口と湊川JCTとの間で新湊川の川底付近を通る（水底トンネル）ため、この区間は危険物積載車両の通行が禁止される。そのため、当該車両は本出入口で流出することになる。3号神戸線(柳原出入口）との乗り継ぎ制度が廃止されたため、3号神戸線再流入時に改めて通行料金を支払わなければならない。

## 隣
阪神高速31号神戸山手線
湊川JCT - (31-02)神戸長田出入口 - (31-03)妙法寺出入口 - (31-04)白川南出入口 - 白川JCT